# Arles-sur-Tech
Arles-sur-Tech là một xã thuộc tỉnh Pyrénées-Orientales trong vùng Occitanie phía nam Pháp. Xã này nằm ở khu vực có độ cao trung bình 300 mét trên mực nước biển.